# Accordi e disaccordi
Accordi e disaccordi (Sweet and Lowdown) è un film diretto da Woody Allen, con Sean Penn, Samantha Morton e Uma Thurman. Interamente girata a Manhattan, la pellicola rientra nel genere del falso documentario, cioè un documentario imperniato su personaggi fittizi (sul modello di Nanuk l'esquimese e il precedente Zelig sempre di Allen): in questo caso il personaggio inventato è Emmet Ray, la cui figura e vita sono ispirate a quelle di Django Reinhardt.

## Trama
Emmet Ray è un chitarrista jazz che ha raggiunto un certo successo negli anni trenta grazie a una manciata di registrazioni per la RCA Victor, ma che è scomparso dal palcoscenico in circostanze misteriose. Nonostante sia un ottimo musicista, Emmet è ossessionato dal fatto di essere giudicato il secondo chitarrista jazz più bravo al mondo dopo Django Reinhardt, giudizio che, sebbene condiviso per onestà intellettuale e per la venerazione nei confronti dello stesso Reinhardt, non manca di mandarlo su tutte le furie.
Emmet è uno spendaccione, donnaiolo e ubriacone che crede che l'amore possa rovinare la sua carriera di musicista. A causa del suo disordinato stile di vita, giunge spesso in ritardo agli appuntamenti o arriva a non presentarsi del tutto agli spettacoli con il suo quintetto. Dopo la musica, il suo hobby preferito consiste nel prendere di mira con la pistola i topi nelle discariche, o andare a guardare i treni che passano.
In occasione di un doppio appuntamento insieme al suo batterista, Ray incontra Hattie, una timida lavandaia muta. Dopo aver superato un iniziale disappunto a causa della difficoltà nella comunicazione, Ray e Hattie instaurano un rapporto affettuoso. Lei lo accompagna a Hollywood, dove Emmet deve suonare in un cortometraggio. Hattie viene nel frattempo notata da un regista e riesce così, anche se per brevissimo tempo, ad apparire nel grande schermo.
Nonostante la relazione che si sta creando, Ray, a causa della sua convinzione che l'amore possa rovinargli la carriera, decide improvvisamente di lasciare Hattie. Dopodiché, per un capriccio, decide di sposarsi con la bella e altolocata scrittrice Blanche Williams. Quest'ultima però, vede Ray solamente come un esempio di vita delle classi inferiori e una fonte d'ispirazione per le sue opere letterarie. Gli riferisce inoltre che è spesso tormentato da incubi, e che grida il nome di Hattie nel sonno.
Quando Blanche tradisce Ray con il gangster Al Torrio, il chitarrista la lascia e torna da Hattie. Quest'ultima però, nel frattempo si è sposata e ha messo su famiglia. All'ennesimo appuntamento con un'altra donna, emerge in Ray il senso di solitudine e di pentimento per aver lasciato la ragazza che amava. Dopo questo sfogo, le composizioni di Ray verranno considerate leggendarie, e raggiungeranno il livello del grande Django Reinhardt.

## Produzione

### Sviluppo
Dopo aver diretto il suo primo film nel 1969, Prendi i soldi e scappa, Allen firmò un contratto per dirigere una serie di film per la United Artists. Poiché gli era stata data "carta bianca", Allen, clarinettista e grande appassionato di jazz, scrisse The Jazz Baby, un copione drammatico su un musicista di jazz ambientato negli anni trenta. Allen disse in seguito che i dirigenti della United Artists rimasero "sbalorditi", perché si aspettavano una commedia: «Erano molto preoccupati e mi dissero: "Sappiamo di aver firmato un contratto con te e puoi fare quello che vuoi. Ma vogliamo dirti che questa cosa non ci piace davvero"». Allen cambiò registro allora, scrivendo e dirigendo il film comico Il dittatore dello stato libero di Bananas. Nel 1995, egli sminuì The Jazz Baby definendolo "probabilmente troppo ambizioso."
Nel 1998 tornò sul progetto, riscrivendo il copione e cambiando il titolo in Sweet and Lowdown. Allen aveva inizialmente pensato di interpretare lui stesso Ray, ma alla fine scelse Sean Penn. Considerò anche Johnny Depp per la parte, ma Depp era impegnato in quel periodo. Penn aveva la reputazione di essere una persona difficile con cui lavorare, ma Allen in seguito disse: «Non ho avuto alcun problema con lui... Ha dato tutto, ha seguito le indicazioni e ha dato il suo contributo... un attore formidabile».
Allen, a posteriori, disse di aver detto a Samantha Morton di "recitare la sua parte come Harpo Marx": «E lei chiese: "Chi è Harpo Marx?" e ho capito quanto fosse giovane. Poi le ho parlato di lui e lei ha recuperato i suoi film». Il personaggio di Hattie non è sempre stato muto. Allen l'aveva immaginata sorda: lo divertiva l'idea che lui suonasse in maniera geniale e lei non potesse sentirlo. Poi, a causa dei problemi che tale scelta avrebbe portato con sé a livello narrativo, dovette cambiare idea.

### Riprese
Accordi e disaccordi fu interamente girato a New York e nel New Jersey anche se è ambientato a Chicago e in California.
Il film è stato il primo di Allen ad essere montato da Alisa Lepselter, che da allora ha curato il montaggio di tutti i film di Allen. Lepselter è succeduta a Susan E. Morse, che aveva curato il montaggio dei film di Allen per i vent'anni precedenti.
Fu anche il primo di tre film in cui Allen collaborò con il direttore della fotografia cinese Zhao Fei. Allen aveva notato Zhao per la prima volta alcuni anni prima, grazie al suo pluripremiato lavoro per il film Lanterne rosse. L'inglese approssimativo di Fei ispirerà a Woody Allen il personaggio del direttore della fotografia cinese nel suo film del 2002 Hollywood Ending.

## Colonna sonora
La colonna sonora è basata su brani originali di Django Reinhardt ed Eddie Lang, riarrangiati e diretti da Dick Hyman ed eseguiti nelle parti per chitarra solista da Howard Alden. Quest'ultimo insegnò a Sean Penn a suonare la chitarra per il suo ruolo nel film. Il grande chitarrista e compositore belga Django Reinhardt, di etnia sinti, attivo tra gli anni trenta e quaranta del novecento (morto nel 1953) è l'idolo di Ray, ossessione e punto di riferimento: Reinhardt comparirà persino in "sogno" al protagonista dopo un incidente.

## Riconoscimenti
- 2000 - Premio Oscar
  - Candidatura al miglior attore protagonista a Sean Penn
  - Candidatura alla miglior attrice non protagonista a Samantha Morton
- 2000 - Golden Globe
  - Candidatura al miglior attore in un film commedia o musicale a Sean Penn
  - Candidatura alla miglior attrice non protagonista a Samantha Morton
- 1999 - Chicago Film Critics Association
  - Candidatura alla miglior attrice non protagonista a Samantha Morton
  - Candidatura alla miglior attrice promettente a Samantha Morton
- 1999 - Satellite Awards
  - Candidatura al miglior attore in un film commedia o musicale a Sean Penn
  - Candidatura alla miglior attrice non protagonista in un film commedia o musicale a Samantha Morton